# Cirkel van Van Lamoen

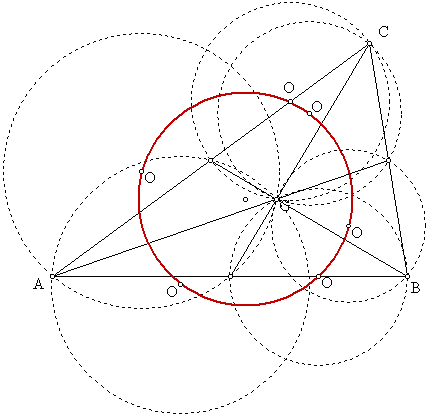
De cirkel van Van Lamoen (rood).

De cirkel van Van Lamoen is een cirkel die op een bepaalde manier verbonden is aan een driehoek. Hij is genoemd naar de Nederlandse wiskundige Floor van Lamoen, die hem in 2000 ontdekte.
Voor een willekeurige driehoek ABC en een willekeurig punt G in de driehoek geldt het volgende. De rechten AG, BG en CG verdelen de driehoek in zes kleinere driehoeken. De omgeschreven cirkels van die zes driehoeken hebben middelpunten O1, O2, O3, O4, O5, O6.
Die zes middelpunten liggen op een cirkel als en slechts als het punt G het zwaartepunt of het hoogtepunt is van de driehoek ABC. Die cirkel heet dan cirkel van Van Lamoen.

## Middelpunt
Het middelpunt van de cirkel van Van Lamoen is een driehoekscentrum, met kimberlingnummer X(1153), en heeft als barycentrische coördinaten:
{\displaystyle 10a^{4}+4(b^{4}+c^{4})-10b^{2}c^{2}-13a^{2}(b^{2}+c^{2})\,}
{\displaystyle 10b^{4}+4(a^{4}+c^{4})-10a^{2}c^{2}-13b^{2}(a^{2}+c^{2})\,}
{\displaystyle 10c^{4}+4(a^{4}+b^{4})-10a^{2}b^{2}-13c^{2}(a^{2}+b^{2})\,}